# Казімера Альберті

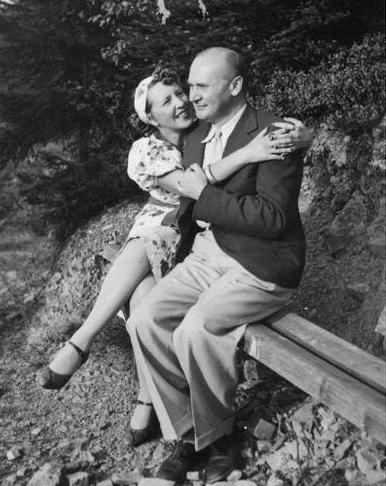
Казімера і Станіслав Альберті. Близько 1937 року.

Казіме́ра Геле́на Альбе́рті, до шлюбу Шиманська (пол. Kazimiera Helena Alberti; 1 квітня 1898, Львів — 28 травня 1962, Барі) — польська письменниця, перекладачка й культурна діячка.

## Біографічні дані
Казімера народилася в сім'ї Антонія Шиманського та Марії Шиманської (до шлюбу Філіповської). Її дитячі роки минули в Болехові, в рідному домі матері. 1917 року закінчила неповну гімназію у Львові. Студіювала польську філологію у Львівському університеті й водночас навчалась у Львівській консерваторії. Розпочавши літературну діяльність, вона стала членкинею Спілки польських письменників. Її чоловіком був адвокат і перекладач Станіслав Альберті, разом з яким вона проживала в Кракові, з 1926 у Варшаві, нетривалий час у Домброві-Тарнівській, a з 1930 року в Білій-Краківській, де Станіслав Альберті обійняв посаду старости Більського повіту. У той час Казімера значною мірою пожвавила літературне життя як у Білій-Краківській, так і в Бельську. І далі провадила літературну творчість і широко розвинену культурницьку діяльність. Була також перекладачкою художніх творів чеської та болгарської літератур. У своїй оселі Альберті провадили літературний салон, підтримували знайомство зі який відвідував, зокрема, Станіслав Ігнацій Віткевич. Він і написав портрети Станіслава Альберті.
Після вибуху Другої світової війни і смерті чоловіка, якого у 1940 році стратили енкавеесівці під час Катинського розстрілу, вона переїхала до Кракова, де була активною підпільницею. Була ув'язнена в німецькому таборі в Прушкові. 1945 року вона виїхала з Польщі до Італії з посвідкою особи на дошлюбне прізвище — Казімери Шиманської та зміненою датою народження — 1 квітня 1907 року. У 1951 році переїхала до Неаполя, а згодом до Барі, де продовжила свою письменницьку діяльність. Опублікувала серію нарисів про окремі італійські провінції. Її другим чоловіком був італійський адвокат Альфонсо Кокола (народився 2 березня 1909 року, помер 18 жовтня 2000 року), який переклав її повоєнні книжки італійською.

## Літературна і культурна діяльність

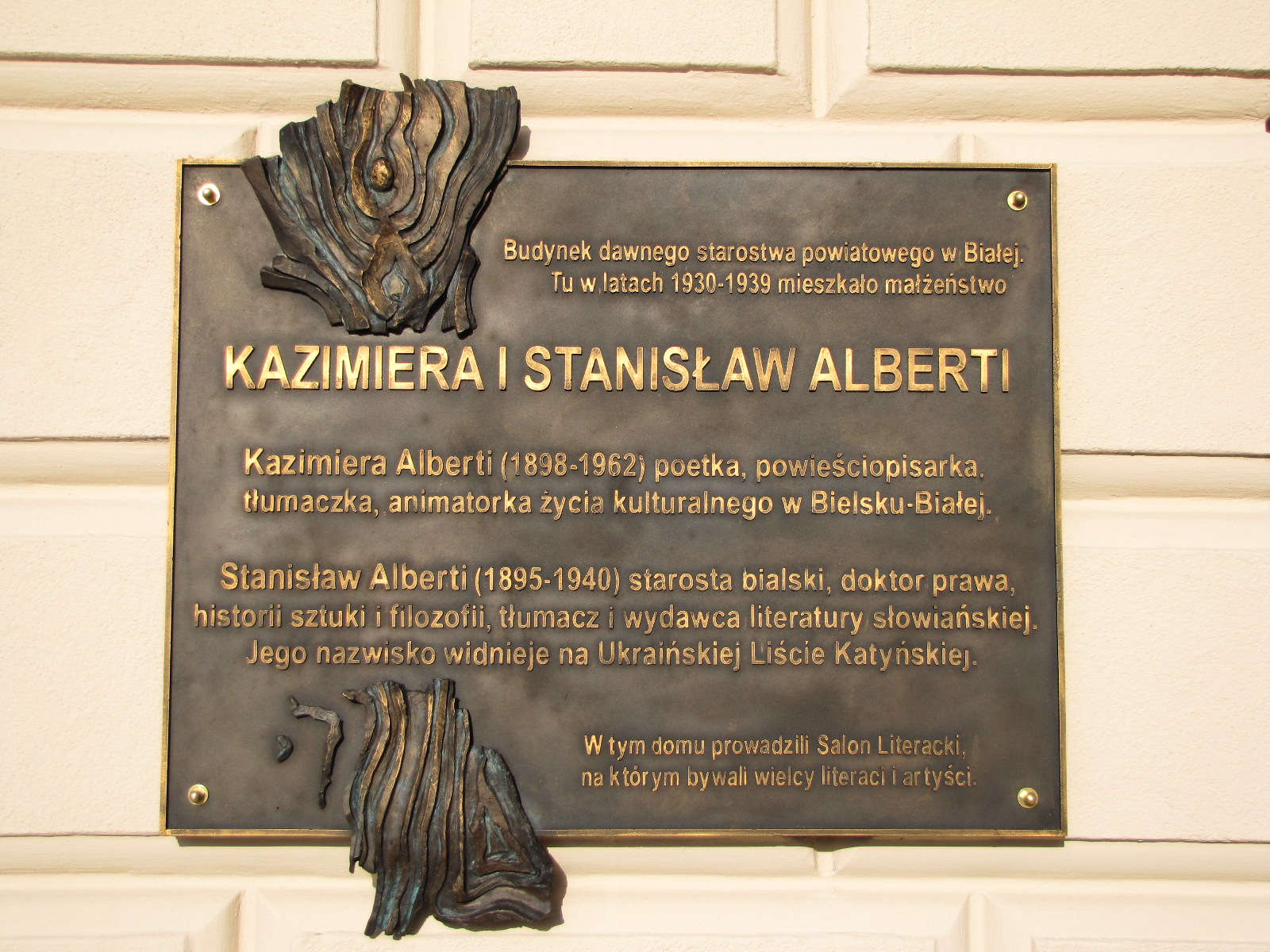
Меморіальна дошка, присвячена подружжю Альберті в у Бельську-Бялій.

Як журналістка Альберті дебютувала статтею «Sylwetka Niemki», опублікованю 1924 року в тижневику «Świat Kobiety». Як поетеса — віршем «Listopad», який з'явився в щоденній газеті «Rzeczpospolita» того ж року. У наступні роки публікувала свої вірші та статті в журналах «Świat Kobiety», «Głos Narodu», Kurier Literacko-Naukowy, «Comedia», «Gazeta Warszawska Poranna», «Myśl Narodowa», «Wiadomości Literackie», «Gazeta Warszawska» і «Tęcza».
З 1925 року Альберті була пов'язана з літературною спільнотою, зосередженою навколо Яна Каспровича. 1927 року видала свою першу збірку віршів під назвою «Бунт лавин» — делікатну й водночас чуттєву, ліричну, з атмосферою витонченого еротизму. Попри «гірську» тематику й назву збірки, її головною героїнею виступає жінка, а не гори. Того самого року вийшла збірка «Мій фільм». До поетичного доробку Альберті також належать: «Хвала життю і смерті» (1930), «Калинова година» (1935) та «Ятір у глибині» (1937), яку критики порівнювали з поезією Іллаковичівни та Стаффа. У віршах, що увійшли до цих збірок, а також у численних статтях вона торкалася соціальних, жіночих і слов'янських тем. Її роман, опублікований у 1928 році під промовистою назвою «Татри, лижі, кохання», належав до модної тоді течії закопансько-лижної літератури.
Під час перебування в Білій-Краківській вона підтримувала контакти з літературними колами всієї країни. У себе вдома Альберті організувала літературний салон, де приймала на відкритих зустрічах представників мистецтва та літератури. Вона поширювала літературу, влаштовувала авторські зустрічі та читання в школах і різних громадських об'єднаннях. Певний час керувала оригінальним мистецьким кабаре, для якого сама писала тексти сценок і пісень та ставила вистави. Співпрацювала з багатьма літературними, регіональними («Zjednoczenie», «Echo Beskidzkie») та національними часописами. Була ініціаторкою численних художніх виставок (наприклад, для Адама Бунша), з якими їздила навіть на бельські фабрики.
Перебуваючи в еміграції, в Італії, Казімера Альберті писала есеї та репортажі про цю країну. За цей час вона опублікувала ще одну збірку поезії та чотири томи репортажів. У циклі «Kantyczka polskiego emigranta» помітні настрої її покоління, вихованого в польській романтичній традиції, відмінні від настроїв емігрантських дітей, що вже відходили від польськості.

## Твори

### Польська поезія
- Bunt lawin, wyd. Hoesick, Warszawa 1927
- Mój film, wyd. Księgarni F. Hoesicka, Warszawa 1927
- Pochwała życia i śmierci, wyd. Księgarni św.Wojciecha, Poznań-Warszawa 1930
- Godzina kalinowa, wyd. Gebethner i Wolff, Kraków 1935
- Usta Italji, wyd. Dom Książki Polskiej, Warszawa 1936
- Więcierz w głębinie, wyd. Księgarnia F. Hoesicka, Warszawa 1937
- Serce zwierzęce, wyd. Towarzystwo Ochrony Zwierząt w Bielsku i Związek Opieki nad Zwierzętami w Białej, Bielsko i Biała 1939

### Польська проза
- Tatry, narty, miłość, wyd. Hyperjon, Warszawa 1928
- Ghetto potępione. Powieść o duszy żydowskiej, wyd. Renaissance, Warszawa 1931
- Ci, którzy przyjdą. Powieść mieszczańska, wyd. Dom Książki Polskiej, Warszawa 1934
- Sekrety Apulii. (Fragmenty) «Fabrica Litterarum Polono-Italica» 2019, nr 1.

### Драматургія
- Xenia setzt sich durch (Xenia idzie przebojem, przetłumaczoną na język niemiecki komedią pt. My i oni), reż. Aleksander Marten, premiera w Teatrze Miejskim w Bielsku (Deutsche Theaterverein) 1936
- Wiosna w domu, reż. Zygmunt Noskowski, premiera w Teatrze Polskim w Poznaniu 1937

### Проза італійською мовою
- L'anima della Calabria (Dusza Kalabrii), traduzione di Alfo Cocola, wyd. Conte, Napoli 1950
- Segreti di Puglia (Sekrety Apulii), wyd. Conte, Napoli 1951
- Magia ligure (Magia liguryjska), traduzione di Alfo Cocola, wyd. I.C.S., Napoli 1952
- Campania, gran teatro (Kampania, wielki teatr), wyd. I.C.S.S.D., Napoli 1953
- La bocca dell'Italia, poezje, wyd. Conte Pozzuoli, Napoli 1963
- L' anima della Calabria (Dusza Kalabrii), wyd. Soveria Mannelli, Rubbettino, 2007, ISBN 978-88-498-1923-6
- Italia celebre e sconosciuta, wyd. I.C.S., Napoli b.d.

### Статті італійською мовою
- Uno degli uomini più umani!: il miracoloso passaggio dello Stretto [w:] Parola di vita periodico bimensile d'azione giovanile cattolica, A. 44, nr 17(1965), s. 3.
- Gioacchino da Fiore: un santo senza l'aureola ufficiale [w:] Calabria Letteraria, a.26, nr 6–7–8–9(1978), s. 51–53.
- Un santo senza l'aureola ufficiale [w:] Calabria letteraria: periodico mensile di cultura regionale, nr 10 (1992), s. 42–43.
- Una tomba nel Busento: un'antica ballata gotica [w:] Calabria letteraria: periodico mensile di cultura regionale, nr 1 (1995), s. 76.
- Ibico, il grande poeta lirico reggino [w:] Calabria letteraria: periodico mensile di cultura regionale, nr 1(1996), s. 29–30.
- Mattia Preti: il «Porthos» e il «Cavaliere calabrese» [w:] Calabria Letteraria, a.44, nr 4–5–6 (1996), s. 17–19.

## Нагороди і відзнаки
- Золотий Хрест Заслуги (10 листопада 1933)[5]

## Ушанування

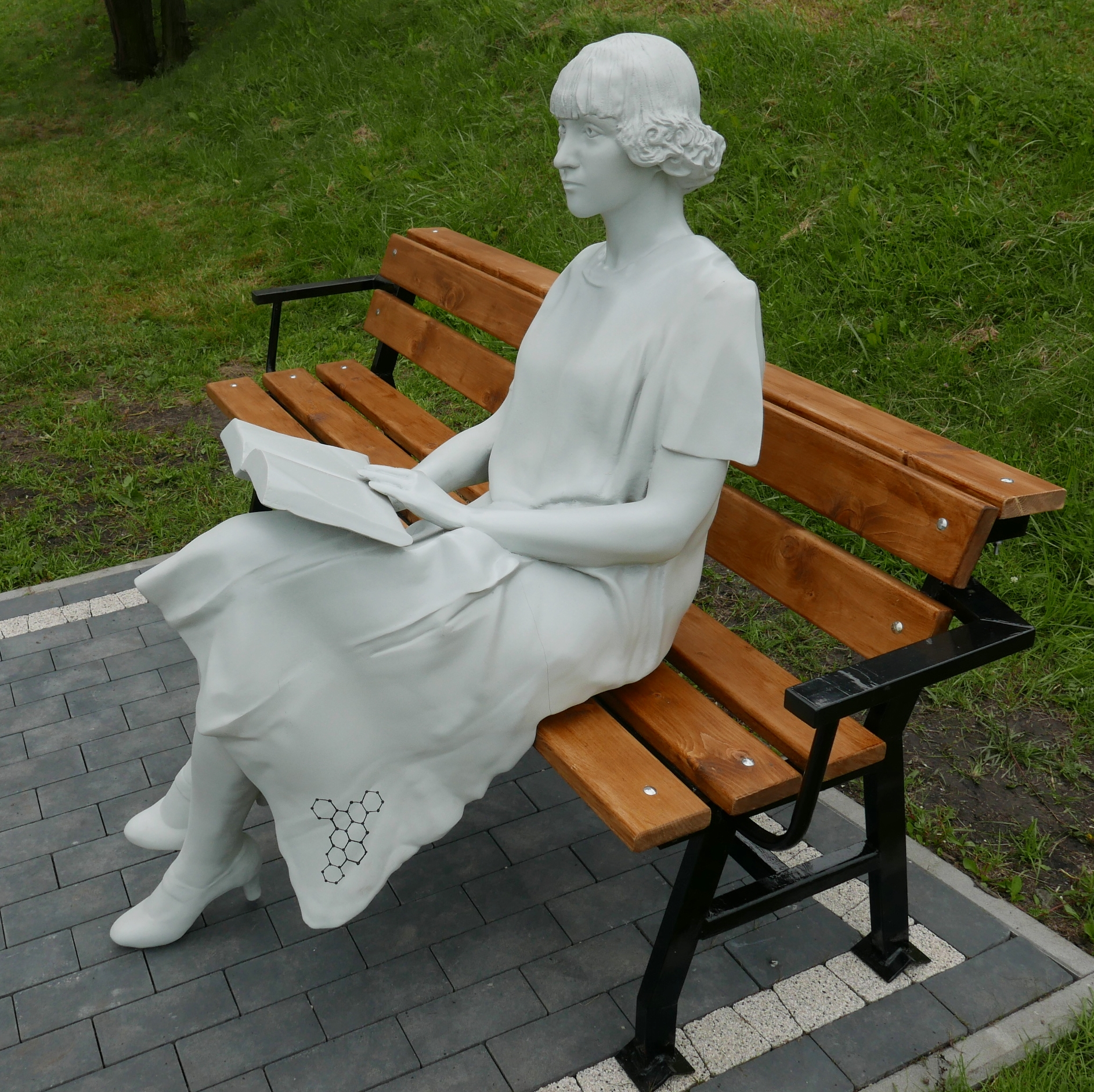
Пам'ятник Казімері Альберті на території Технічно-гуманістичної академії в Бельську-Бялій.

- Згідно з постановою nr XXXI/353/2000 Міської ради в Бельську-Бялій від 27 червня 2000 року одну з нових вулиць у житловому масиві Ланґевича названо іменем Казімери Альберті.
- 5 січня 2009 року в Польському театрі Бельсько-Бялої відбулася прем'єра спектаклю, в основі якого покладено біографію Казімери Альберті під назвою Літературний салон Казімери Альберті в рамках циклу «Фабрика сенсації „Прошик і п'ятірка“»[6].
- 26 листопада 2009 на будинку під адресою майдан Польського війська, 11 у Бельську-Бялій[7], де з 1930 року мешкало подружжя Альберті, відкрито меморіальну дошку[8].
- 26 червня 2018 року на території Технічно-гуманістичної академії в Бельську-Бялій відкрито пам'ятник поетесі, яка сидить на лавці й тримає в руках книжку. Пам'ятник виконано з полімерів i графену із застосуванням адитивних технологій. Це перший пам'ятник у Польщі, виконаний у такий спосіб[9].